# Piwi

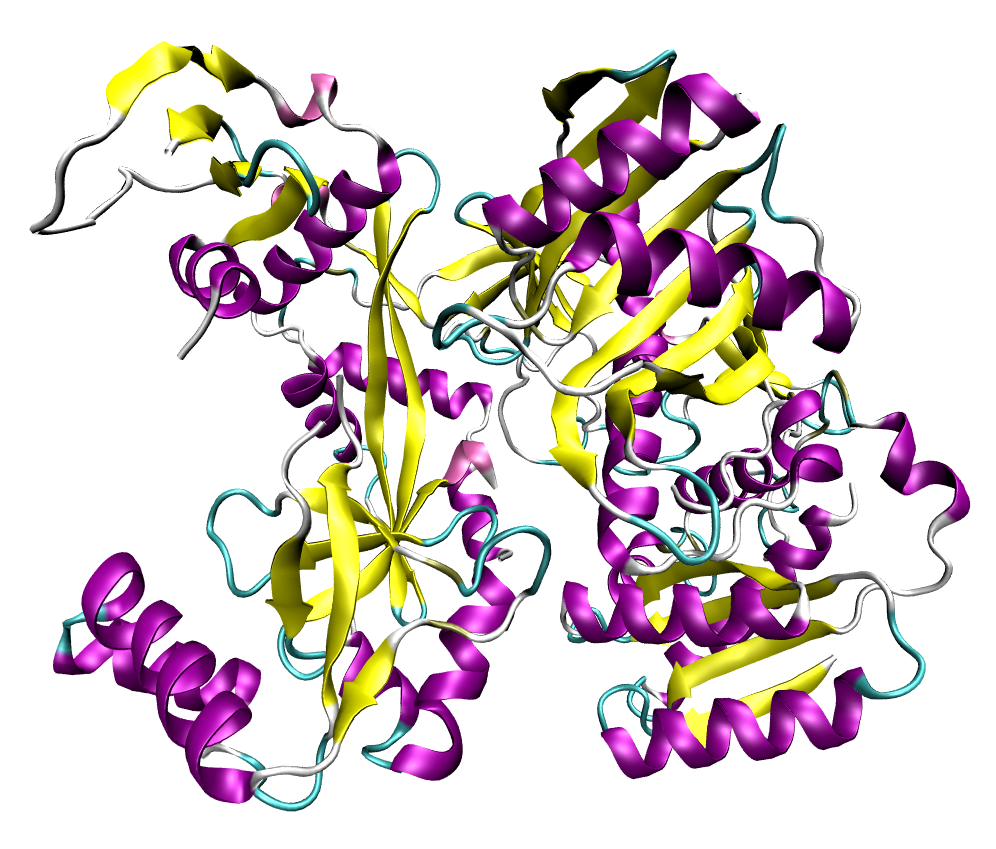
Una proteína argonauta de Pyrococcus furiosus; estas proteínas son las endonucleasas catalíticas en el complejo de silenciamiento inducido por ARN, el complejo proteico que media el fenómeno de interferencia de ARN.

Piwi (o PIWI) es una de las dos subfamilias de proteínas que componen la familia Argonauta (la otra subfamilia se denomina Argonauta) que están presentes en animales. Se corresponden con genes codificantes de proteínas reguladoras responsables de los procesos de diferenciación en células germinales y células madre. Piwi proviene de una abreviación de P-element Induced WImpy testis en Drosophila. Las proteínas Piwi están altamente conservadas como proteínas de unión a RNA y están presentes tanto en eucariotas como arqueas.  Las proteínas Piwi pertenecen a la familia Argonaute/Piwi que han sido clasificadas como proteínas nucleares. Estudios en Drosophila han demostrado que las proteínas Piwi tienen actividad "slicer" o cortadora que es conferida por uno de los dominios que conforma la proteína, el dominio Piwi. Además, Piwi se asocia con la proteína 1 de la Heterocromatina (HP1), que es un modificador epigenético, y con secuencias complementarias a piRNA. Esto es indicativo del papel que desempeña Piwi en la regulación epigenética de las células en su diferenciación. También se cree que las proteínas Piwi controlan la formación de piRNa ya que muchas proteínas de tipo Piwi tienen actividad slicer que permitiría que las proteínas Piwi procesen el piRNA precursor a piRNa maduro, y el complejo formado por la proteína PIWI con el piRNA formando un complejo que reprime la actividad transposónica, manteniendo la integridad genómica en células germinales.
Uno de los principales homólogos en humanos, cuya regulación al alza (Up Regulation) está implicada en la formación de tumores como los seminomas, se denominan de forma general hiwi, y otras variantes homólogas son las proteínas miwi en ratones.

## Estructura y función de la proteína Piwi
La proteína Piwi adopta una estructura bilobulada en la cual nos encontramos en uno del los lóbulos con el extremo N'-terminal, el dominio PAZ (responsable del reconocimiento de los nucleótidos libres en el extremo 3'), que es un dominio de aproximadamente 110 aminoácidos, y lleva el nombre de tres de las proteínas que lo contienen (Piwi, Argonaute y Zwille/Pinhead) que se une con el extremo 3' del ARN guide. En el otro lóbulo nos encontramos con el dominio PIWI C-terminal con actividad RNAsa H endonucleasa con capacidad para cortar el ARN, y como puente de unión entre estos dos lóbulos nos encontramos con el dominio middle o del medio denominado MID que se une al extremo 5' fosfato del RNA. El dominio piwi se encuentra en proteínas que intervienen en la interferencia de ARN cortando moléculas de ARN.

## Proteínas Piwi homólogas
Se ha estudiado la expresión de tres genes de la familia PIWI en humanos denominados; Hiwi, Hili y Hiwi2, en múltiples tejidos normales al igual que en células cancerosas. Del mismo modo se estudiaron en ratones encontrando y los genes homólogos a estos de denominaron Miwi, Mili y Miwi2.
El resultado de mutaciones dirigidas en ratones sobre estos miembros de la superfamilia dieron como resultado machos estériles con diferentes defectos en la espermatogénesis.

## Papel en células germinales
Las proteínas Piwi juegan un papel crucial en la fertilidad y en el desarrollo de las células germinales de forma general en animales. Recientemente se ha identificado que las proteínas Piwi parecen controlar la formación de células germinales tanto que en la ausencia de las mismas disminuye significativamente la formación de dichas células. Se hicieron observaciones similares con los homólogos de ratón de Piwi que son Mili, Miwi y Miwi2. Se sabe que estos genes homólogos están muy presentes en la espermatogénesis pero cada uno de los homólogos en diferentes estadios del mismo ya que estudios demuestran que ratones con mutaciones dirigidas contra estos miembros homólogos de la familia piwi dan como resultado ratones, en caso de ser machos, estériles con diferentes defectos en la espermatogénesis. Miwi se expresa en diferentes etapas de la formación de espermatocitos y en la elongación espermática, en la que por otro lado Miwi2 se expresa en las células de Sertoli. Los ratones deficientes en Mili o Miwi2 han experimentado la captura de células madre espermatogénicas y los que carecen de Miwi2 experimentaron una degradación de las espermatogonias. Los efectos de las proteínas piwi en las líneas germinales humanas y de ratón parecen provenir de su participación en el control de la traducción, ya que se saque que Piwi y el pequeño ARN no codificante, que es el ARN que interactúa con las proteínas piwi (piRNA), fraccionan conjuntamente los polisomas. La ruta piwi-piRNA también induce a la formación de heterocromatina en los centrómeros, afectando a la transcripción. La ruta piwi-piRNa también parece proteger el genoma. Observado por primera vez en Drosophila, donde las rutas piwi-piRNA mitantes condujeron a un aumento directo en la rotura de dsDNA (double-strand DNA, o ADN de doble cadena) en células germinales de ovario. El papel de la ruta piwi-piRNA en el silenciamiento del transposón puede ser responsable de la reducción de estas roturas de dsDNA en células germinales.

## Papel en ARN de interferencia
El dominio piwi es un dominio encontrado en las proteínas piwi y en un gran número de proteínas relacionadas con la unión a ácidos nucleicos, especialmente aquellos que se unen y cortan ARN. La función de este dominio es la hidrólisis guiada por ARN de doble cadena, ARN monocatenario que se ha determinado en la familia de proteínas relacionadas argonauta. Las proteínas de la familia argonauta son las proteínas  de unión a ácidos nucleicos más estudiadas, y son enzimas tipo RNasa H que llevan a cabo las funciones catalíticas del complejo de silenciamento inducido por ARN (RISC). Esta bastante estudiado el papel del ARN de interferencia en los procesos celulares ya que la proteína argonauta del complejo RISC puede unirse tanto al ARN de interferencia pequeño o "small interfering RNA" (siRNA) generados a partir de RNA de doble cadena exógeno, como al microRNA (miRNA) generado a partir de RNA no codificante endógeno, ambos producidos por la ribonucleasa Dicer, que forma un complejo ARN-RISC. Este complejo se une a ARN mensajero por apareamiento de bases complementarias y lo corta, eliminándolo y previniendo su traducción en proteínas. Los dominios piwi cristalizados tienen un sitio básico de unión conservado para la unión al extremo 5' del ARN. En el caso de las proteínas argonauta, que se unen a cadenas del siRNA, la última base del nucleótido desapareado del siRNA es también se estabiliza mediante apilamiento de bases e interacciones entre la base y los residuos de tirosina vecinos.
Estudios recientes sugieren que el papel funcional de las proteínas piwi en la determinación de la línea germinal se debe a su capacidad para interactuar con miRNAs. Los componentes de la vía de miRNA parecen estar presentes en el plasma polar y juegan un papel clave en el desarrollo temprano y la morfogénesis de los embriones de Drosophila melanogaster, en los que el mantenimiento de la línea germinal se ha estudiado ampliamente.

## Silenciamiento de transposones
Uno de los últimos tipos de ARN descubiertos en células de mamífero son una nueva clase de micro ARN (miRNA) más largos que la media, conocidos como ARN que interactúan con piwi o "Piwi-interacting" (piRNA), formados por aproximadamente 26 a 31 nucleótidos de longitud (son más largos en comparación con los típicos miRNA o siRNA que aproximadamente están formados por 21 nucleótidos). Los piRNA se expresan principalmente en células espermátogenicas Archivado el 7 de junio de 2018 en Wayback Machine., en testículos de mamíferos. Sin embargo, recientes estudios han demostrado que la expresión de piRNA se puede encontrar también en células somáticas de ovario y células neuronales en invertebrados como también en células somáticas de mamíferos. Los piRNAs han sido identificados en genomas de ratón, rata y humanos, encontrándolos con una organización agrupada en clusters inusual que pueden ser originados por regiones repetitivas del genoma, tales como retrotransposones o  regiones normalmente organizadas en heterocromatina, y las cuales son normalmente derivadas exclusivamente por las cadenas antisentido de ARN bicatenario. Por lo tanto, los piRNA se han clasificado como ARN interferentes pequeños asociados a repeticiones (rasiRNAs, repeat-associated small interfering RNAs). Sin embargo, su biogénesis no se conoce bien, los piRNAs y las proteínas piwi se cree que forman un sistema endógeno para el silenciamiento de la expresión de elementos genéticos egoístas como los retrotransposones, impidiendo que los productos génicos de dichas secuencias interfieran con la formación de las células germinales.